# Philipp Meysel
Philipp Meysel (19 giugno 1984) è un allenatore di sci alpino ed ex sciatore alpino tedesco.

## Biografia

### Carriera sciistica
Slalomista puro attivo in gare FIS dal novembre del 1999, Meysel in Coppa Europa disputò due gare, il 10 e l'11 gennaio 2004 a Todtnau, in entrambi i casi senza completare la prova. Si ritirò all'inizio della stagione 2006-2007 e la sua ultima gara fu uno slalom gigante universitario disputato il 5 dicembre a Kaunertal, non completato da Meysel; in carriera non debuttò in Coppa del Mondo né prese parte a rassegne olimpiche o iridate.

### Carriera da allenatore
Dopo il ritiro è divenuto allenatore nei quadri del Comitato paralimpico tedesco.

## Palmarès

### Campionati tedeschi
- 1 medaglia:
  - 1 bronzo (slalom speciale nel 2005)